# ژائو زینتونگ
ژائو زینتونگ (چینی ساده: 赵心童؛ زادهٔ ۳ آوریل ۱۹۹۷) اسنوکرباز اهل چین است. استعداد او از نوجوانی نمایان بود و بزرگان اسنوکر را به تحسین واداشت. سال ۲۰۲۱ نخستین قهرمانی‌اش را در مسابقات قهرمانی بریتانیا جشن گرفت و سال ۲۰۲۲ با درهم‌کوبیدنِ یان بینگتائو در فینال با نتیجهٔ ۹–۰، به دومین قهرمانی دوران حرفه‌ای‌اش در مسابقات مسترز آلمان دست یافت.
زینتونگ با قهرمانی در مسابقات جهانی اسنوکر سال ۲۰۲۵، نخستین اسنوکرباز چینی تاریخ است که قهرمان مسابقات کروسیبل شده است.